# Маунт Лена (Мериленд)
Маунт Лена (енгл. Mount Lena) насељено је место без административног статуса у америчкој савезној држави Мериленд.

## Демографија
По попису из 2010. године број становника је 515, што је 14 (2,8%) становника више него 2000. године.
| Група             | 2000.       | 2010.       |
| Белци             | 495 (98,8%) | 496 (96,3%) |
| Афроамериканци    | 3 (0,6%)    | 1 (0,2%)    |
| Азијати           | 1 (0,2%)    | 5 (1,0%)    |
| Хиспаноамериканци | 1 (0,2%)    | 9 (1,7%)    |
| Укупно            | 501         | 515         |